# Полевое (Еврейская автономная область)
Поле́вое — село в Октябрьском районе Еврейской автономной области. Административный центр Полевского сельского поселения.

## География
Село находится около левого берега реки Самара (приток Амура), на расстоянии 23 км (по автодороге через сёла Озёрное и Самара) к северо-востоку от села Амурзет, административного центра района.
На восток от села Полевое идёт дорога к селу Луговое, на запад — к селу Столбовое.

## Население
| 2002 | 2010 |
| ---- | ---- |
| 796  | ↘691 |

## Улицы
| - ул. 50 лет ЕАО, - ул. Гагарина, - ул. Клубная, - ул. Комсомольская, | - ул. Механизаторская, - ул. Орловская, - ул. Переселенческая, - ул. Победы, | - ул. Садовая, - ул. Советская, - ул. Целинная, - ул. Юбилейная. |

## Экономика
Сельскохозяйственные предприятия Октябрьского района.